# Magyarország a két világháború között
A Magyar Királyság 1920. március 1. és 1944. október 16. közötti időszakát, vagyis a királyság utolsó két évtizedét Horthy-korszaknak nevezzük. A királyságnak ez idő alatt nem volt törvényes uralkodója, így az államfő személyét jogilag az Országgyűlés által megválasztott Horthy Miklós kormányzó helyettesítette több mint húsz éven át, egészen addig, amíg a Náci Németország megszálló csapatai (pontosabban a Gestapo) 1944. október 15-én lemondásra nem kényszerítették. Innentől nem volt legitim államfő az országban a királyság, mint államforma 1946. február 1-én történt megszüntetéséig, és Tildy Zoltán köztársasági elnökké választásáig.
A Horthy-korszakot az erős konzervativizmus, antikommunizmus, nacionalizmus és erős revizionista hangulat jellemezte. A revízió az 1930-as évek végétől részben meg is valósult: a Magyar Királyság az első- és a második bécsi döntésnek, valamint Kárpátalja visszafoglalásának és a jugoszláviai inváziónak köszönhetően területeket kapott és szerzett vissza, melyeket a trianoni békeszerződés alapján csatoltak el.

## Előzmények
Az 1918 őszén létrejött polgári demokratikus rendszer és az azt felváltó, rövid életű Magyar Tanácsköztársaság honvédelme képtelen volt feltartóztatni az Antant katonai túlerejét. Magyarország teljes területét megszállták, és a román erők 1920-ban, a szerb csapatok pedig csak 1921-ben hagyták el a megcsonkított Magyarországot. Ezeknek az Osztrák-Magyar Monarchiát követő politikai rendszereknek elsődleges célja kétségtelenül nem lehetett más, mint a függetlenség visszaszerzése és lehetőség szerint az ország területi egységének a megőrzése. Mindezt a Magyar Tanácsköztársaságnak az idegen katonai intervenció ellen folytatott hadjárataival egy időben létrejött szegedi ellenforradalmi kormány hadügyminiszterének, Horthy Miklósnak – Ferenc József császár szárnysegédjének – részben sikerült úgy elérnie, hogy ő adott alkalommal majd az Antanttól kapja meg a hatalmat. A Nemzeti Hadsereg nevű ellenforradalmi különítmények élén vonult be a román és más Antant katonai alakulatoktól akkorra már előre megszabadított Budapestre. Az Antant Horthy iránt megnyilvánuló bizalmát a korábbi, háború előtti személyes, katonai ismeretségeinek és kapcsolatainak köszönhette.
Az államforma alkotmányos monarchia lett, ún. „király nélküli királyság”, a király szerepkörét (részben) átvette a kormányzó. Ezt a tisztséget a ma sem tisztázott, kik által felhatalmazott, úgynevezett nemzetgyűlés Horthy Miklósra bízta, aki ilyen tekintetben működését 1920. március 1-jén kezdte meg. Rendszere erősen korlátozta a demokratikus parlamentarizmust: nemcsak a szavazók körét szűkítette, de nem voltak titkos szavazások sem. A történelem éppen ezért Horthy-rendszer névvel illeti a 25 évig tartó, két világháború közötti, illetve a második világháborúban alaposan kompromittálódott Magyarország történelmi státuszát.

## A trianoni békeszerződés
1920. június 4-én aláírták a Magyarországgal kötött békeszerződést a versailles-i Trianon-palotában. A Párizs környéki békeszerződések törvényesítették Nyugat-Magyarország, a Felvidék, Kárpátalja (Ruszinszkó), Erdély, és a Délvidék elszakítását; az ország haderejének létszámát 35 ezer főre korlátozta, megtiltotta az általános hadkötelezettséget, korlátozta a fegyvergyártást, kötelezte Magyarországot az általa okozott háborús károk megtérítésére később megállapítandó jóvátétel formájában; a nemzetközi kereskedelemben a legnagyobb kedvezmény elvét köteles biztosítani a győztes hatalmaknak; a békeszerződés e pontjainak betartását az e célból Magyarországra küldött katonai ellenőrző bizottság végezte.
Horthy és környezete írta alá a diktátumnak tekintett szerződést, bár azt elfogadhatatlannak tartották. Legfőbb programpontja lett a Szent István-i állameszme képe.

## A két világháború közötti korszak külpolitikája
Az első világháború következményeként Magyarország nemzetközileg elszigetelődött, négy szomszédja közül egyedül Ausztriával nem voltak nagyobb ellentétei. A háborút követően Csehszlovákia, Jugoszlávia és a Román Királyság részvételével megalakult a kisantant, amelynek legfőbb célja a Párizs környéki békék rendszerének fenntartása volt. A kifejezés maga egy magyar újságírótól ered, aki „apró antant”-nak nevezte a szövetséget.
A Magyarországot gazdasági és diplomáciai szempontból is elszigetelő kisantant többször gyakorolt katonai-politikai nyomást Magyarországra: először IV. Károly visszatérési kísérleteikor (mely a Habsburg-ház visszatérésével fenyegetett) rendelt el a kisantant mozgósítást. 1928-ban a szentgotthárdi fegyverszállítási botrány miatt a kisantant a sajtón és a Népszövetségen keresztül támadta a magyar politikát. 1934-ben a magyar–jugoszláv határon háborús felvonulás kezdődött, mivel a Marseille-ben I. Sándor jugoszláv király és Barthou francia külügyminiszter megölésével végződött merénylettel Magyarországot gyanúsították. A merénylet megszakította a magyar–jugoszláv közeledést és hozzájárult Magyarország külpolitikai mozgáskörének beszűküléséhez.
A két világháború közötti Magyarország hivatalos politikájának fő célkitűzése az 1920-as trianoni békeszerződés revíziója és a külpolitikai elszigeteltségből való kitörés volt, ennek érdekében olasz, majd német segítséget remélt. 1926-ban Jugoszláviával kezdtek tárgyalásba. Lehetőséget a nyitásra egyedül Olaszország kínált. Ennek eredménye lett 1927-ben az olasz-magyar örök barátsági szerződés. Ezek után a jugoszlávokkal kötendő szerződés meghiúsult. A kisantant azonban egységes maradt, nem mutatott egyik fél sem hajlandóságot az engedményekre. Bár Magyarország Jugoszlávia esetében sem fogadta el a trianoni határokat, a kapcsolatai viszonylag jók voltak a délszláv állammal. Mihelyt Magyarország szorosabb kapcsolatra lépett Olaszországgal, a kapcsolatok elhidegültek.

## A politikai élet újraszerveződése 1920-ban

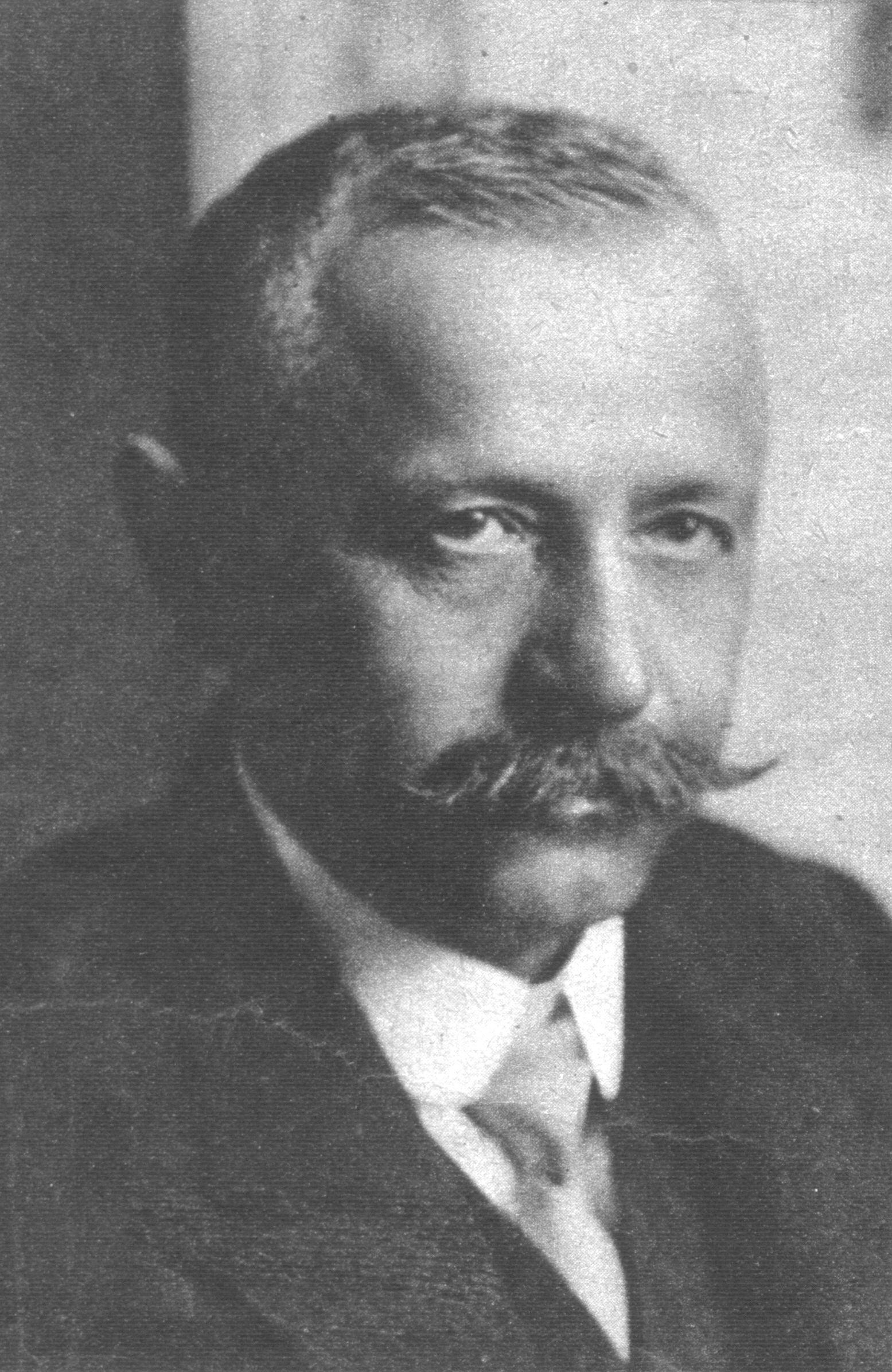
Nagyatádi Szabó István, az első paraszt származású („csizmás”) nemzetgyűlési képviselő, a radikális földreform akarója

A proletárdiktatúra bukását követő időszakban a főként földbirtokosokból álló vezető réteg újra elfoglalta a fő politikai pozíciókat az ország élén, ám az 1918 előtti időszak politikai és gazdasági liberalizmusához nem tértek többé vissza. Az 1918–19-es forradalmak társadalmi változásainak következtében már Nagyatádi Szabó István paraszti érdekeket képviselő kisgazdapártja lett az ország legerősebb pártja, ő pedig az ország legnépszerűbb politikusa. A kommün bukása után alakult első, szakszervezeti kormányt vezető Peidl Gyula, az antant bécsi képviselőinek tett ígéretének megfelelően koalíciós alapon, haladó polgári politikusokkal akarta kiegészíteni kormányát, s ezért tárgyalt Nagyatádi Szabó Istvánnal is. Mielőtt a koalíciós kormányzás létrejöhetett volna, augusztus 6-án a Friedrich István-féle puccs a Peidl-kormányt megszüntette. A Friedrich-kormányban átszervezések után végül a földművelésügyi tárcát a radikális földreformot követelő Nagyatádi helyett Rubinek Gyula kapta. A háború és forradalmak alatti földreform ígéretekből kiábrándult falusi szegénység, most a nemzeti jelszavakat hangoztató új kormányzattól várta a földreform megvalósítását. Egy mérsékelt földreformot a nagybirtokosok többsége is elkerülhetetlennek látott, ennek előkészítését azonban jobbnak látta a mérsékelt, nagybirtokos-párti Rubinek Gyula kezében tenni, aki egyúttal a nagybirtokosok érdekképviseleti szervének, az Országos Magyar Gazdasági Egyesületnek (OMGE) a főtitkára is volt.
A mindeközben Szegeden majd Siófokon szerveződő, Horthy vezetése alatt álló ellenforradalmi erők egyik legfontosabb ellenfelüknek tekintették a Kisgazdapártot. 1919 szeptemberében a valódi hatalmat egyre inkább kézben tartó, az antant által támogatott és kormányzói posztra szánt Horthy fővezér tárgyalásra hívta Nagyatádit Siófokra. A tárgyalást követően Nagyatádi támogatni kezdi Horthy kormányzói kinevezését. Egyesek feltételezik, ennek fejében próbálta Horthyt elkötelezni a kisgazda agrárprogram és mindenekelőtt a földreform megvalósítása mellett. Horthyéknak a nemzetgyűlési választások előtt a legitimista KNEP-pel szemben kellett egy erős, egységes kisgazdapárt, amely a szabad királyválasztást támogatja. Horthy némi nyomására Nagyatádi belement az általa „a pestiek által a gazdák megtévesztésére kreált, Szabó István-hasonmás pártnak” tartott Rubinek Gyula-sokorópátkai Szabó István féle Egyesült Kisgazda és Földműves Párttal való egyesülésbe.
Az 1920. januári nemzetgyűlési választás az úri nagybirtokosokat képviselő KNEP mögött alig elmaradó Nagyatádi Szabó István paraszti érdekeket képviselő, földosztást követelő kisgazda pártjának komoly politikai tényezővé válását hozta. A forradalmak előtti „úri” parlamenthez képest jelentős változás volt a Nagyatádi vezette paraszti származású képviselők tömeges jelenléte, akikre az úri képviselők kezdetben lenézően tekintettek. A tüntető paraszti öntudattal a parlamentbe is csizmában járó paraszt politikusok vita- és előadókészségükkel hamar nehéz parlamenti csatákra kényszerítették arisztokrata képviselőket.

## Az első Teleki-kormány működése – a konszolidáció kezdetei

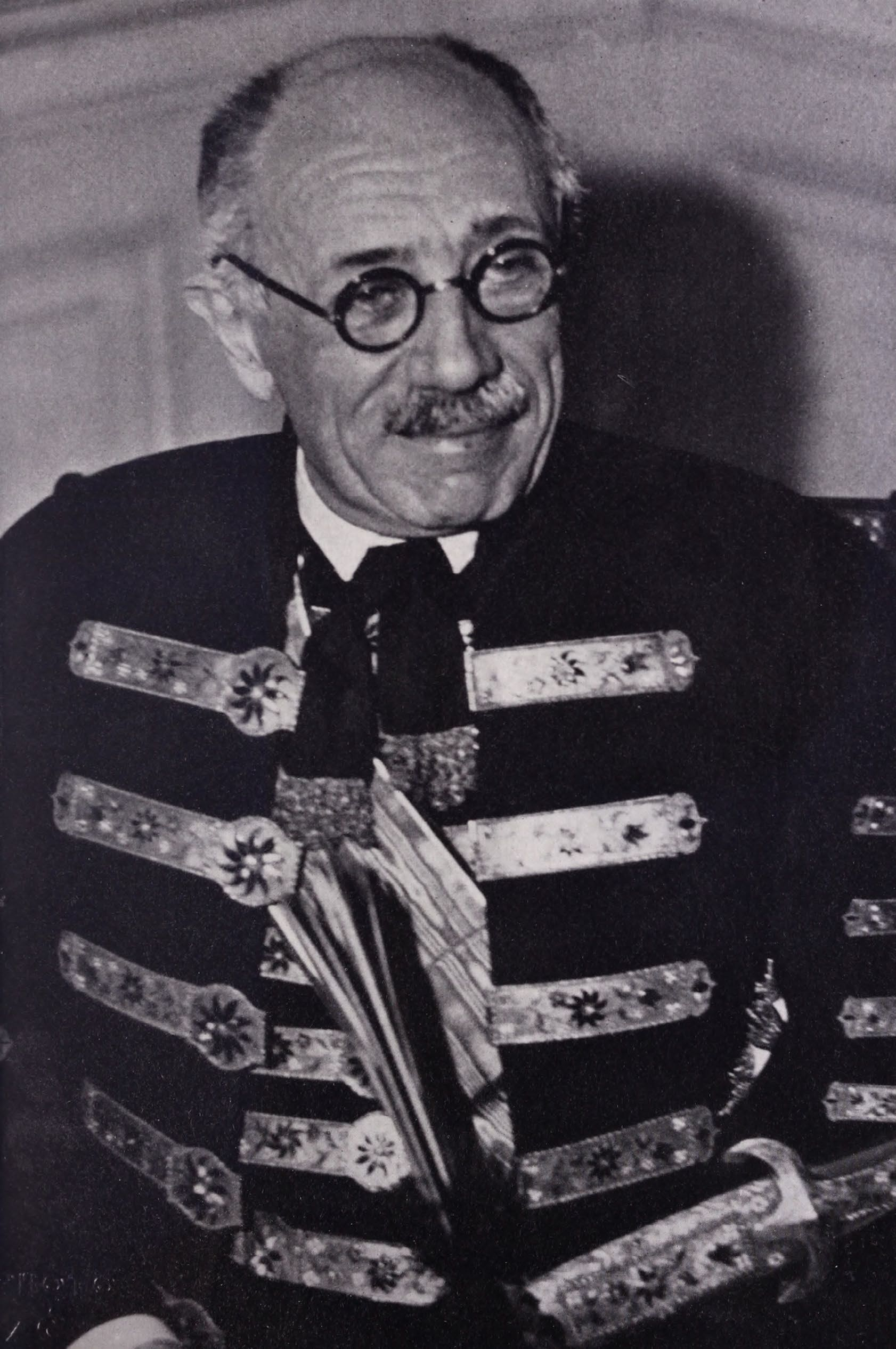
Teleki Pál

1920. július 15-én a rövid életű Simonyi-Semadam-kormány után Horthy Miklós Teleki Pál grófot bízta meg kormányalakítással.
Teleki a háború előtt liberális-konzervatív arisztokrata vezető volt. Miniszterelnökként igyekezett mind a jobb, mind a baloldal visszásságait visszaszorítani. Többek között betiltotta a kommunista pártot (1921 márciusában), és azt a rendőrséggel üldöztette. Teleki miniszterelnökségének idejére került sor az első földreformra (Nagyatádi-féle földreform, 1920). A nagybirtokos lobbi azonban sikerrel gyengítette és végrehajtásában is minden módon akadályozta a törvényt, így az nem elégítette ki a parasztság igényeit. Sok életképtelen kisbirtok jött létre, ráadásul a kisajátított birtokok gazdáit az új tulajdonosok terhére kártalanították. Végeredményben a nagybirtokrendszer érintetlen, a politikai-gazdasági vezető réteg változatlan maradt, a radikális földosztás iránt elkötelezett, népszerű Nagyatádit pedig az Eskütt-féle panama üggyel sikerült félreállítani.
A hazaáramló (zömmel értelmiségi) 400 ezer magyar menekült által gerjesztett konkurenciaharc az értelmiségi és alkalmazotti pályákon, a Tanácsköztársaságot irányító nagyszámú zsidó népbiztos és más társadalmi tényezők hatására felerősödött a zsidóság magyarországi gazdasági és társadalmi befolyásnövekedésével szembeni ellenérzés és az antiszemitizmus. 1920-ra a legnagyobb presztízsű (orvosi, jogi, műegyetemi, közgazdasági, tudományegyetemi) egyetemi karokon feltűnően magas (jellemzően 30% feletti) zsidó hallgatói arányok alakultak ki. A zsidóság országon belüli számarányával egyező mértékre szorításának szándékával a felvehető hallgatók „népfajok és nemzetiségek” szerinti maximális arányát meghatározó törvényt (numerus clausus tv.) fogadott el, melyet a történészek „első zsidótörvényként” tárgyalnak. A Teleki által megkezdett konszolidációt átmenetileg megakasztotta IV. Károly két visszatérési kísérlete. 1921. március 26.–április 6. között IV. Károly végrehajtotta első puccskísérletét. A Habsburg uralkodó trónra kerülését az Antant, s főként a kisantant elfogadhatatlannak tartotta. Katonai beavatkozással fenyegetőztek. A visszatérési kísérletek idején a magyar elit királypárti (legitimista) csoportjai is elbizonytalanodtak, így az első puccskísérlet során Teleki is, ezért Horthy elvesztette a bizalmát vele szemben.

## A Bethlen-kormány – a konszolidáció kiteljesedése

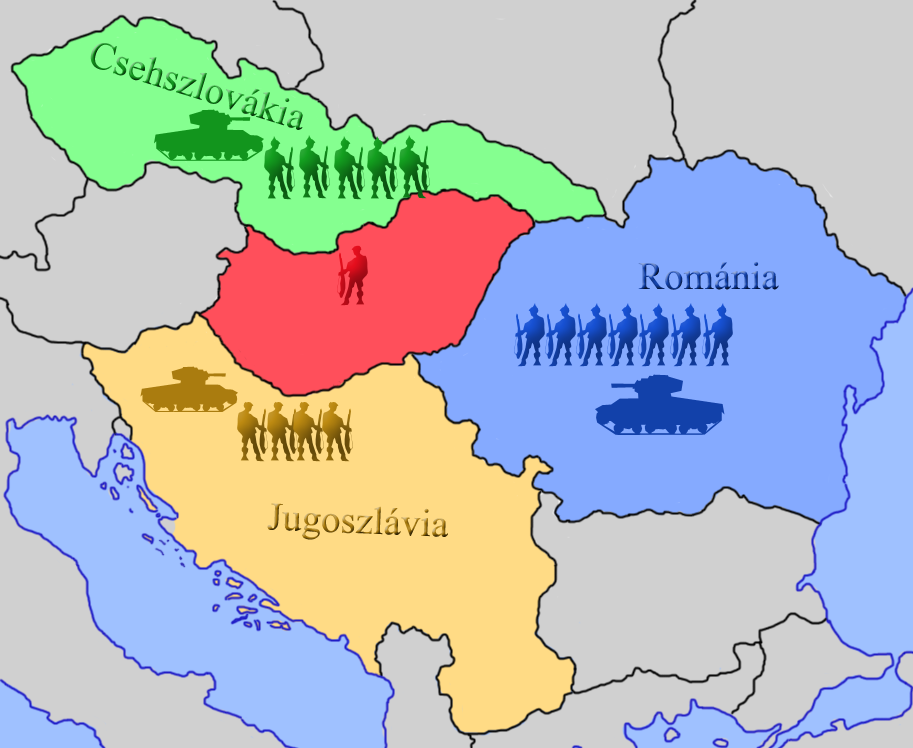
Magyarország és a kisantant haderőinek mérete és felszereltsége az 1920-as években

Ezért 1921. április 14-én Horthy kormányzó a Telekihez közelálló, hasonló elveket valló Bethlen István grófot bízta meg kormány alakítással. Bethlen folytatta Teleki politikáját.

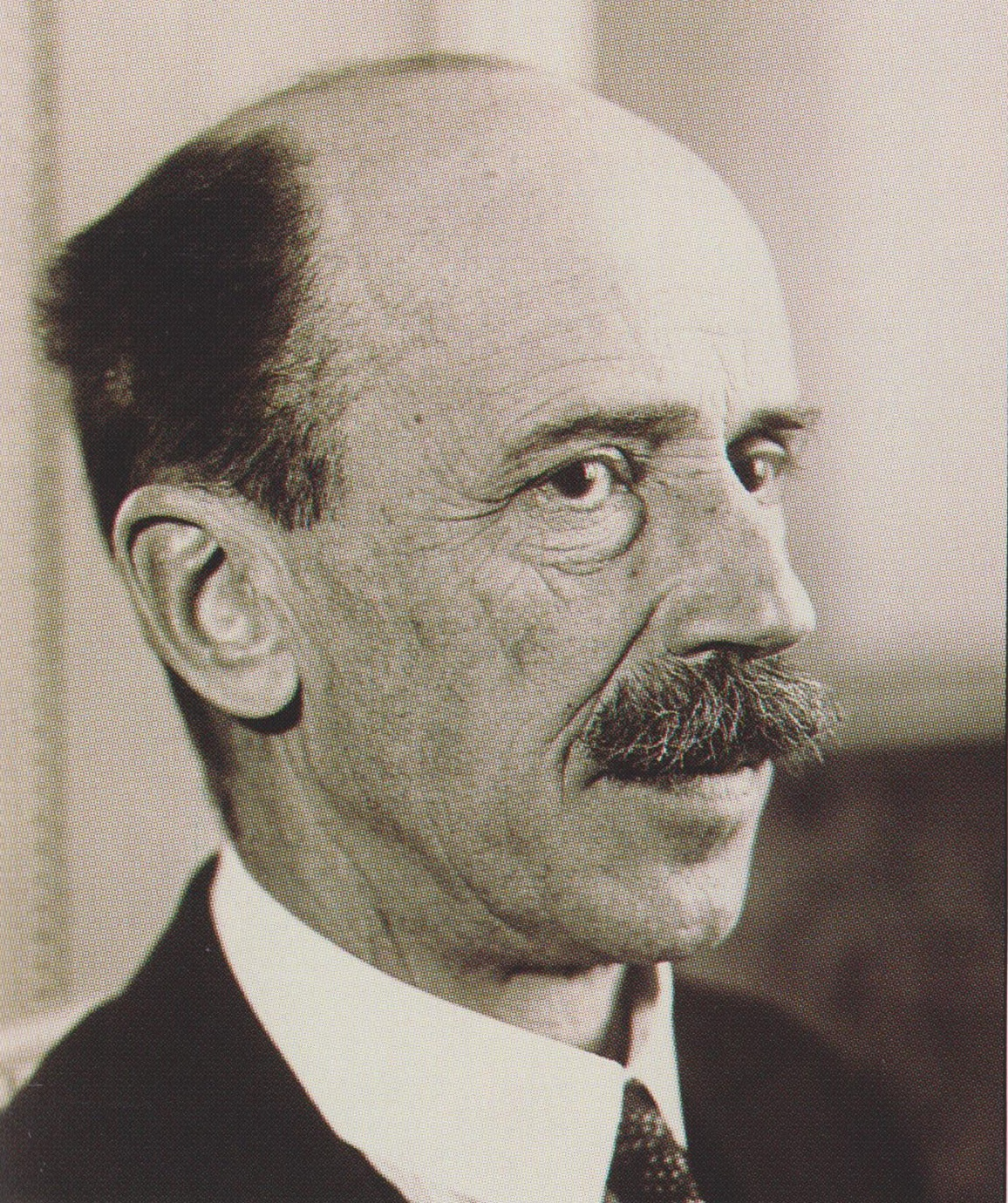
Bethlen István

### Politikai konszolidáció
A politikai konszolidáció első lépéseként Bethlen kiegyezett Peyer Károly szociáldemokrata vezetővel (Bethlen–Peyer-paktum, 1921), mely egyezségnek eredményeként az MSZDP működhetett, de nem szervezhetett sztrájkot, és kapcsolatot sem kereshetett a KMP-vel.
Az Eskütt-panamával lejáratott Nagyatádit Bethlen már rávette pártjaik egyesítésére: 1922-ben a két legnépszerűbb párt, az OKGFP és KNEP egyesítésével létrehozták az Egységes Pártot. Az új Egységes Párt agrárpártból széles gyűjtőpárttá válva megnyerte az 1922-es választásokat, így Bethlen folytathatta konszolidációs politikáját. Bár a közös párt hivatalos irányvonala a kisgazdákéhoz állt közelebb, elnöke névlegesen Nagyatádi volt, ám a valóságban Bethlen fokozatosan a háttérbe szorította és lemondatta, a párt politikáját pedig átformálta a konzervatív-keresztény politikai erők és saját konszolidációs elképzeléseihez, a korábbi gazdapárt tagsága elvesztette saját arculatát.
A Bethlen-kormány a szélsőbal után a szélsőjobbot is visszafogta, például nem neveztek ki túlzottan antiszemita politikust. Részben emiatt hozta létre Gömbös Gyula 1924-ben a Fajvédő Pártot.

### Gazdasági konszolidáció
A mérvadó gazdaságtörténeti szakirodalom ma már egyetért abban, hogy a trianoni békeszerződés sokkjából a magyar gazdaság viszonylag hamar és a korábban elképzeltnél gyorsabban talpra tudott állni.
A trianon utáni konszolidációban nagy szerepe volt annak, hogy az ipartelepek közel fele és a gyáripari termelés 55%-a a csonkaországban maradt. Trianon azonban átrendezte a Kárpát-medence gazdasági húzó- és leszakadó régióit. A középosztály hadikölcsön befektetései azonban elvesztek, kárpótlásuk csak nagyon kis mértékben történt meg. Ez egyes rétegek elszegényedéséhez, illetve egyes hivatalviselők státuszvesztéséhez vezetett, valamint a társadalom részbeni radikalizációját okozta.
Az összeomlás korának jelentősége a folyamatosság megszakításában, a hátrányok felerősödésében, az értékstruktúrák felbomlásában van... A legfőbb veszteség az ember volt: egy tízmilliós nyelvi közösség - a magyar - feldarabolása legalább négy nagy részre, minden harmadik magyar határon túlra kerülése. Ez volt Trianon tragédiája, nem a nyersanyagok elvesztése. Sót, szenet, fát, rezet, vasat lehet venni; embert nem.
Fontos feladat volt, hogy a gazdaság átálljon a békés termelésre a háborús gazdaságpolitika helyett. Ehhez jelentős szerkezeti váltásokra, ahhoz pedig tőkére volt szükség. A kormányzat kezdetben az infláció eszközéhez nyúlt, amely azonban veszélyes eszköz, alááshatja egy ország gazdaságát. Elkerülhetetlenné vált a külföldi tőke bevonása. Bethlen külpolitikájának köszönhetően 1922. szeptember 18-án Magyarországot felvették a Népszövetségbe. Folyományaként 1924-ben a kormány 250 millió magyar korona kölcsönhöz jutott és létrehozta a Nemzeti Bankot. Ebből finanszírozták a gazdasági szerkezetváltást, 1927-ben bevezették az új valutát, a pengőt, hitelt nyújtottak a mezőgazdaság, a turizmus, a villamosipar, a közlekedés fejlesztéséhez. Olyan beruházások fémjelzik ezt a korszakot, mint a Lillafüredi Palotaszálló, a csepeli szabadkikötő, vagy a Budapest-Hegyeshalom vasútvonal villamosítása.
Bethlen tevékenységének köszönhetően az ország gazdasága stabilizálódott, 1929-re számos területen túlszárnyalta az utolsó háború előtti év (1913) teljesítményét, ugyanakkor azonban a gazdaság külföldi tőkén nyugodott. Az ország adóssága megnövekedett. A pénzügyi stabilizációhoz szükséges nemzetközi kölcsön összegével szorosan összefüggött a magyar jóvátétel ügye is.
A gazdasági fejlettség 1939-re elérte a nyugat-európai átlag 58,3%-t. A strukturális változás során a mezőgazdaság jövedelmezősége stagnált vagy csökkent, az ipari fellendülés azonban elsősorban a textil és az építőipar növekedésén alapult. Javult a tőkeintenzitás és a beruházások hatékonysága. A technológiai fejlettség a kor szintjét tartotta. A várható átlagos élettartam és az iskolázottság emelkedésének is növekedésösztönző ereje volt. A világgazdasági integrálódásról azonban máig kevés adattal rendelkezünk.
Ungváry Krisztián véleménye szerint viszont – részben Angus Maddison számításaira alapozva – a nemzetközi versenyben Magyarország a legfejlettebb európai országokhoz képest minimálisan visszaesett. Ezt főként a mai "hivatalos" emlékezetpolitikának a korszak pozitív megítélésével összehasonlítva értelmezi negatívan.
1938-ban az ország áramfogyasztásának egy harmadát Budapest használta fel. Az áramfogyasztási fejkvóta a fővárosban évi 470 kilowattóra volt. Vidéken, a városokkal együtt számítva az áramfogyasztás 140, míg a községekben átlagosan 50-60 kilowattóra áramfogyasztás jutott évente egy főre. Az országos áramfogyasztási átlag 154 kilowattóra/év volt. Nyugat-Európában ugyanekkor már 600-800 kilowattóra volt az átlagos áramfogyasztás mértéke. Ez alapján jól látható, hogy az ország vezetése elsősorban a főváros érdekeit tartotta szem előtt a villamosenergia hálózat kiépítése során, míg a vidéki lakosságot, különösen a falvakban élőket nem látták el megfelelő mennyiségű elektromos árammal.

### Kulturális konszolidáció

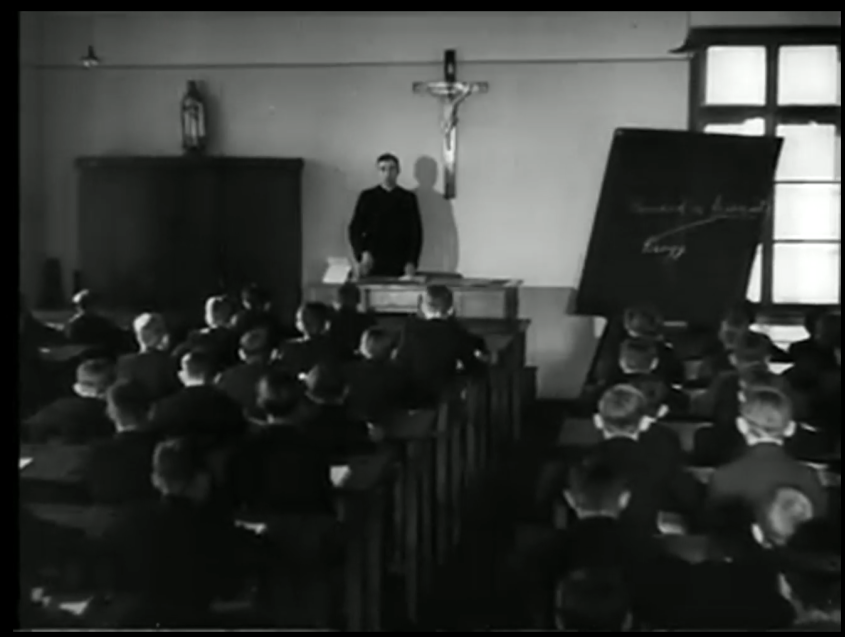
Horthy-korszakbeli osztályterem 1943 eleje

Klebelsberg Kuno akkori oktatás- és vallásügyi miniszter forradalmasította a magyar oktatást, iskolákat és könyvtárakat létesített. Szinte teljesen felszámolta az analfabetizmust. Külföldön magyar kulturális intézeteket létesített és magyar ösztöndíjasokat küldött egyetemi tanulmányaik elvégzésére. Valamint felszámolta az olyan osztályokat, ahol egy tanító legalább ötven diákot tanított.

## A világgazdasági válság és hatásai – Gömbös Gyula kormánya
A nagy gazdasági világválság hatására mindaz, amit Bethlen majdnem tíz évig épített, összeomlott. A gazdaság tönkrement, az egységes kormánypárt felbomlott (az „örökös” kisgazda miniszter, Mayer János lemondott). Bethlen kénytelen volt lemondani, a kormányzó pedig Károlyi Gyulát nevezte ki miniszterelnökké, aki szintén nem ért el jelentős eredményt, noha szigorú takarékossági intézkedéseket foganatosított. Az új miniszterelnök a biatorbágyi merénylet hatására bevezette a statáriumot.

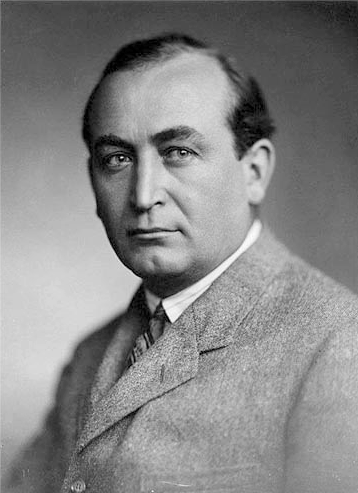
Gömbös Gyula

A válságból Gömbös Gyula dinamizmusa és 95 pontból álló Nemzeti Munkaterve tűnt kiútnak, így Horthy régi harcostársát, a diktatórikus ambíciókat dédelgető, feltétlenül olaszbarát politikust tette meg miniszterelnöknek (1932–1936).
Gömbös fajvédő múltja miatt a zsidósághoz kapcsolódó nézeteinek nyilvános felülvizsgálatára kényszerült. A pénzügy tekintetében az is megkönnyítette a dolgát, hogy 1932 nyarán a Lausanne-ban megtartott konferencián Magyarország jóvátételi kötelezettségeit eltörölték. Gömbös a kapcsolatok erősítésére törekedett Németországgal és Olaszországgal, valamint 1934-ben felvette a kapcsolatot a Szovjetunióval. A német és az olasz kapcsolatok gazdasági sikert hoztak, azonban a Szovjetunió esetében nem sikerült kihasználnia a kapcsolatban rejlő lehetőségeket az éles ideológiai különbségek miatt. A gazdaságot fasiszta mintára korporatív (hivatásrendi) rendszerbe akarta kényszeríteni. Emellett igyekezett a kormánypárt Bethlen vezette mérsékeltebb köreit kiszorítani az országgyűlésből, ezt jelezte Imrédy Béla és Kállay Miklós miniszterek eltávolítása is. 1935-ben elérte, hogy a kormányzó feloszlassa a parlamentet, majd a csalásokban és terrorban (endrődi sortűz) bővelkedő választásokon igyekezett visszaszorítani az FKgP-t, így a mandátumok 70%-át pártja szerezte meg az újjáalakuló parlamentben.
Hatalmi ambícióit és egyéb törekvéseit mind a munkásságot képviselő szociáldemokrata, mind a kisiparosok és az állami alkalmazottak egy részét képviselő keresztényszocialista szakszervezetek is elutasították. Bethlen és köre kibuktatásával azonban Gömbös kivívta Horthy ellenszenvét is, a miniszterelnököt csak azért nem mondatta le a kormányzó, mert az halálos beteg volt, és 1936-ban el is hunyt.

## Társadalmi mozgalmak a húszas és harmincas években

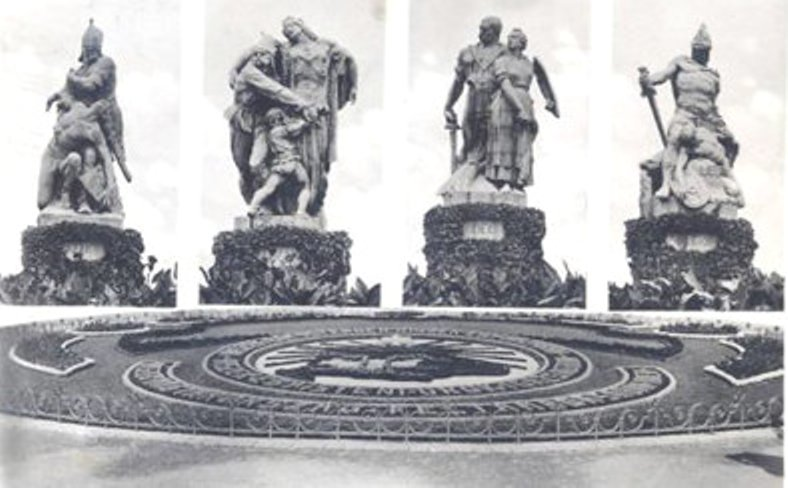
Irredenta szobrok és Ereklyés Országzászló a budapesti Szabadság téren. Balról jobbra „Kelet” (Csaba vezér), „Észak” (Hungária), „Dél” (Délvidék), „Nyugat” (Hadúr), középen az ereklyés országzászló

Az első világháború alatt a Monarchia összesen 9 millió katonát mozgósított, 3,4 milliót a Magyar Királyság korabeli területéről. Magyarország esetében főként azt a vidéki agrárnépességet küldték a harcterekre, melynek szavazati joga sem volt. A „tömegek háborúját” mindenütt tömegmozgalmak kísérték, még a győztes országokban is (munkáspárti kormány Nagy-Britanniában, súlyos belpolitikai válság Olaszországban). Az első világháborút Európa számos országában baloldali és nacionalista megmozdulások követték. A frontról visszatérő katonák és elégedetlenkedő civilek forrongásai több államforma- és rezsimváltáshoz vezettek, mint a kettős Monarchia megszűnése vagy az 1918–19-es németországi forradalom.

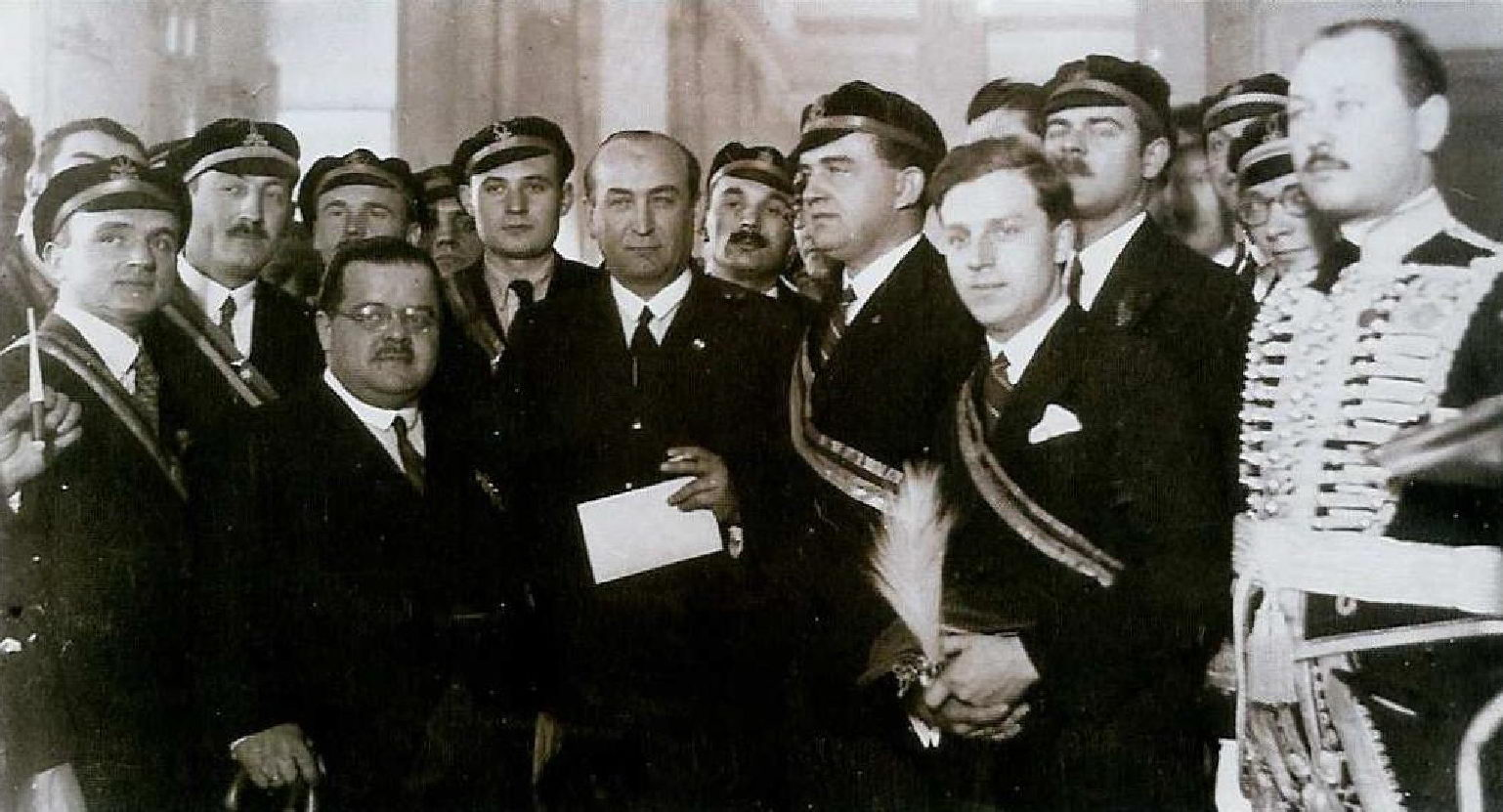
Gömbös Gyula miniszterelnök (középen) a Turul Szövetség vezetőivel 1933-ban (balján Végváry József Turul-fővezér)

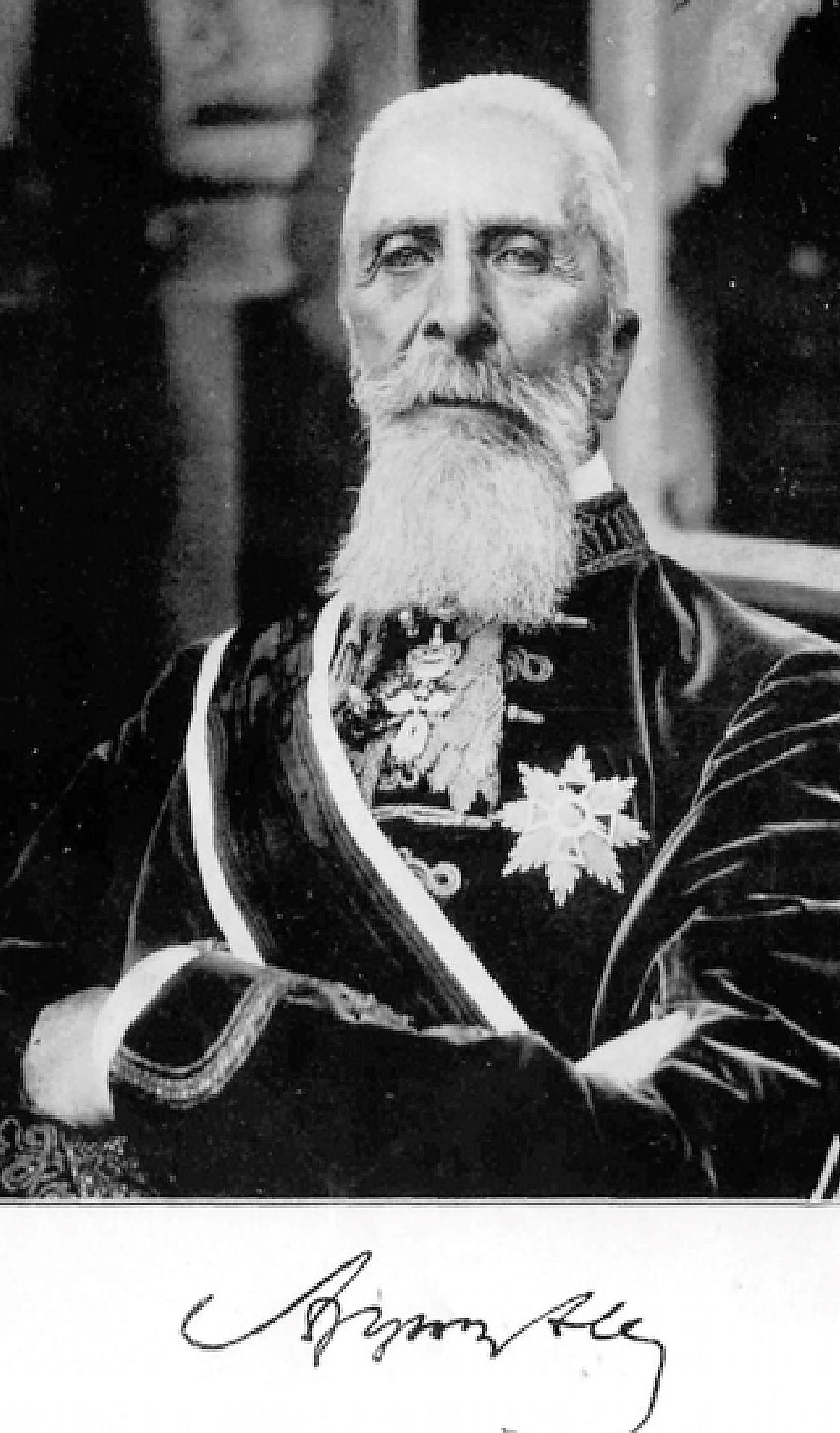
Gróf Apponyi Albert (1846–1933), legitimista politikus

Az 1914 előtti társadalmi viszonyokhoz nem lehetett többé visszatérni. A két világháború közötti magyar elit így arra törekedett, hogy integrálja a szociális indíttatású tömegmozgalmakat. A harmincas években a kormányzati körökben többször felmerült egy jobboldali tömegpárt létrehozásának gondolata.
A két világháború közötti fiatal generációk jelentős részének gondolkodásmódját meghatározó jelenség volt a 30-as évek végére jobboldali radikális egyetemi szervezetből széles tömegmozgalommá fejlődött Turul Szövetség. Tagjainak száma elérte a 40 000-et. Nemzeti-konzervatív értékrendjével, trianoni revizionizmusával, a zsidóság visszaszorítását célzó antiszemitizmusával a korhangulat szerint nem szélsőséges szervezetnek, inkább széles körben elfogadott tömegegyesületnek számított, mely baloldali elemeket magába foglaló szociális és népi programjának köszönhetően számos későbbi nyilas, népi és kommunista irányzat alapítóinak gyűjtőhelyéül szolgált. Gömbös és Darányi miniszterelnöksége alatt a Turul közvetve befolyással volt a politikai döntésekre és történelmi folyamatokra is.
A háború és a forradalmak hosszú távú hatásai közé sorolható még a hivatásos katonatisztek politikai életbe való bekapcsolódása. Az első világháborút végigharcoló magyarországi katonatisztek többsége az ellenforradalmi, legitimista vagy fajvédő erők oldalán kapcsolódtak be a politikai életbe, illetve a második világháború magyar katonai elitje is az első világháborúban szocializálódott. A magyar irredentizmus a két világháború között Magyarországon kialakult erős szellemi irányzat, amelynek célja az 1920-as igazságtalan trianoni békeszerződés felülvizsgálata, a Nagy-Magyarország eszménye alapján. A Magyarország Területi Épségének Védelmi Ligája, vagy rövidebben (Magyar) Területvédő Liga (TEVÉL) az első világháború végén a Károlyi Mihály-kormány segítségével alakult országos politikai propagandaszervezet volt, amely a történelmi Magyarország területi egységének megóvását tűzte zászlajára. Első elnöke lóci Lóczy Lajos, akinek a lemondását követően gróf széki Teleki Pál a második, majd Urmánczy Nándor lett a harmadik elnöke. Az 1920-as évek közepén a központosítás és az átszervezések jegyében be nem olvasztották a Magyar Nemzeti Szövetségbe. 1921. szeptember 16-án megalakult a szintén irredenta Honvédelmi Párt, melynek az elnöke Urmánczy Nándor, a korelnöke Persay Ferenc, Bars vármegye volt alispánja lett (mindketten jeles tagja volt a megszűnt TEVÉL-nek). Szintén a Területvédő Liga „találta meg” és használta fel saját propagandacéljaira József Attila 1922-ben írt Nem, nem, soha! című versét, aminek kissé módosított címe, a Nem! Nem! Soha! aztán rövid úton gyakorlatilag a liga (nem hivatalos) országos jelszavává vált.
A másik jelentős politikai mozgalom a korszakban a legitimizmus, amelynek a tagjai nagy hazafiaknak vallották magukat, de mindig a racionális kereteken belül; a turanizmust elítélte, mivel több ízben Szent Istvánt kisértékü embernek tüntette fel és vele szemben kiemelte Koppány vezér személyét. Ezzel a pogányságot felemelte a kereszténységgel szemben, olyan érv, amelyet nem támogatott a legitimizmus. A magyar legitimisták a Horthy-korszak alatt a központi kormánynak és a politikai pártjának, a Nemzeti Egységes Pártjának (NEP), nagy ellenfelei és bírálóia voltak. A király nélküli királyságot fenntartó rendszer alatt gyakran helytelenítették a kormányzó születés- és névnapjának megülését, valamint nagy ellenzői voltak a sok új állami módosításnak, amelyet a Bethlen-kormány alatt vezettek be. A királyi nélküli királyság helyzetét talán a legitimisták nevében dr. boldogfai Farkas Tibor (1883-1940), országgyűlési képviselő, foglalhatta össze a legtisztábban és egyszerűbben: "Én király nélküli királyságot elképzelni nem tudok, mint ahogy nem tudok elképzelni arany pengőt sem arany nélkül és nem tudok elképzelni nemzeti egységet a lelkek egysége nélkül".

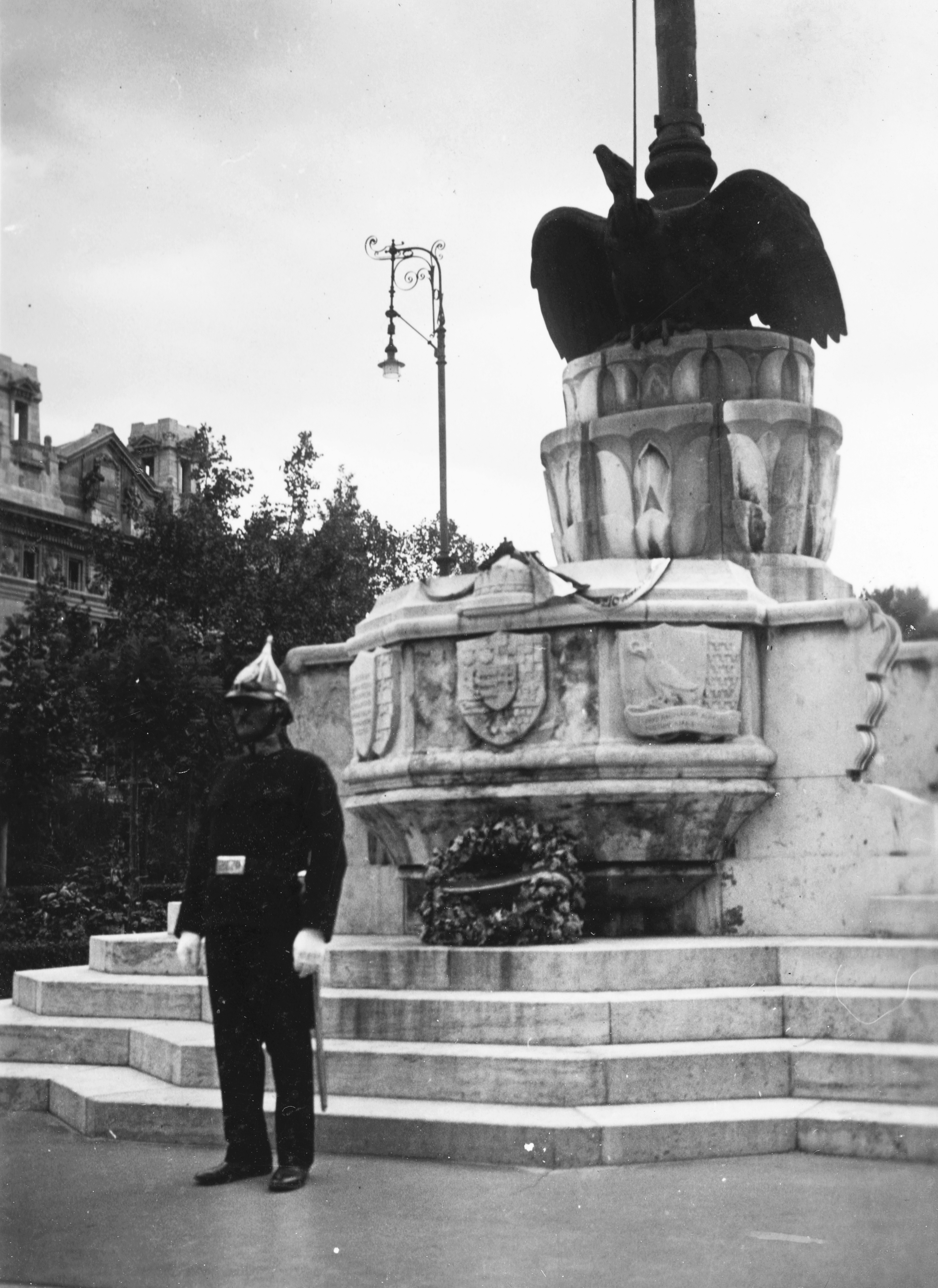
Az 1928. augusztus 20-án felavatott Szabadság téri ereklyés országzászló talapzata, (1934)

Másrészt, legitimista mozgalom mélyen római katolikus meggyőződésű volt és a jobboldali szélsőségeket elutasította; pontosabban nagy ellenségének számított a nemzetiszocializmusnak. A legitimista körök politikai főelvei között nem csupán a királykérdés (pontosabban a Habsburgok visszatérése a trónra), hanem a mezőgazdaság fejlesztése, valamint a vidéki emberek életszínvonalának emelése volt; a vidéki szegény emberek istápolása, életük javítása, az anyagi és lelki gondjaik orvoslása az egyik céljuk, egy erős társadalmilag érzékeny politikát folytatva.
A legjelentősebb legitimista politikusok között nagyapponyi gróf Apponyi Albert (1846–1933) politikus, miniszter, belső titkos tanácsos, zicsi és vázsonykői gróf Zichy János (1868-1944) miniszter, őrgróf Pallavicini György (1881–1946), nagybirtokos, zsombolyai és janovai gróf Csekonics Iván (1876–1951), diplomata, Griger Miklós (1880–1938), római katolikus pap, nemzetgyűlési képviselő, Pethő Sándor (1885–1940) magyar publicista, történész, dr. boldogfai Farkas Tibor (1883-1940), országgyűlési képviselő, valamint csíkszentkirályi és krasznahorkai gróf Andrássy Gyula (1860–1929) belügyminiszter említésre méltóak. Egy valóban jelentős legitimista vezér a Dunántúlon Pehm (Mindszenty) József (1892–1975), a zalaegerszegi apátplébános, aki nemegyszer küzdött a királykérdés érdekében a két világháború közötti korszakban; Pehm József plébános szorgalmazan gyűjtött pénzt és nagy vállalkozásba fogott: a zalaegerszegi Jézus szíve ferences plébániatemplom 1925 és 1926 épült neobarokk stílusban, és boldog IV. Károly király emlékére készült, melynek az első "legitimista" templomnak számít az országban.
A Magyar Nők Szentkorona Szövetsége egy Habsburg uralkodók jogfolytonosságát hirdető legitimista politikai csoportosulás volt, amely 1926. január 20-án gróf Apponyi Albertné, gróf Mensdorff Klotild, herceg Odescalchi Károlyné gróf Andrássy Klára és özvegy Istvánffy Gyuláné Márki Gabriella író hozott létre. Célja az ezeréves eszme, a Szentkorona iránti hűség és a jogfolytonosság ébrentartása volt. Hamarosan a legitimista urak is létrehozták ikerváltozatát, a Magyar Férfiak Szentkorona Szövetségét, amely 1926. június 22-én alakult meg Budapesten gróf nagykárolyi Károlyi József kezdeményezése után. Mindkettő csoport több vármegyei helyi csoportokkal rendelkezett és több kulturális rendezvényt szervezet országszerte. 1944. április 15-éig léteztek, amikor is a Sztójay-kormány betiltotta őket.

## Jobbratolódás aháborúelőestéjén
Darányi Kálmán kormányának (1936–1938) már nemcsak a nácik, hanem a magyarországi támogatóik, a különféle nyilas és nemzetiszocialista mozgalmak fenyegetésével is meg kellett birkóznia. 1938-ban hirdette meg a miniszterelnök a hadsereg-fejlesztésre irányuló győri programot, mely egymilliárd pengőt áldozott a trianoni békében kikötötteknek megfelelően kis létszámú és katasztrofális felszereltségű magyar hadsereg fejlesztésére. A tervet 1940-re vitték véghez, ám a Királyi Honvédség továbbra is igen alacsony szinten állt, és kis erőt képviselt.

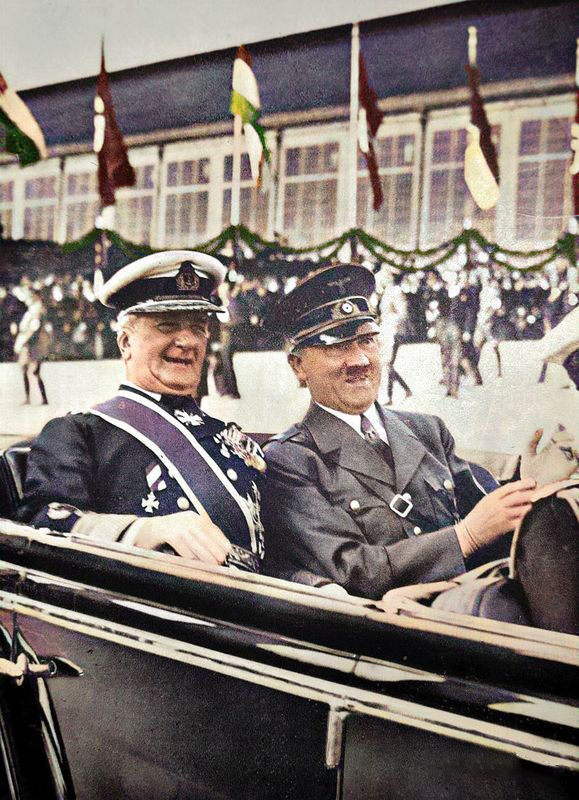
Horthy Miklós Adolf Hitlerrel 1938-ban

Imrédy Béla, a Darányit követő miniszterelnök (1938–1939) – bár a létező mozgalmaktól és pártoktól külön úton – a szélsőjobb irányába sodródott (a „csodás forradalom” megvalósítása az általa alapított Magyar Élet Mozgalomra várt volna). Az eseményeket nyugtalanul figyelő Teleki–Bethlen–Horthy-csoport végül 1939-ben leváltotta a német érdekeknek megfelelően politizáló miniszterelnököt. Magyarázatként azt hozták fel, hogy egyik dédszülője zsidó származású. A sors fintora, hogy épp Imrédy alatt fogadták el az első zsidótörvényt, mely vallási alapon maximálta az egyes értelmiségi pályákon a zsidók létszámát, illetve ekkor terjesztették be a másodikat, ami már nemzetiségi alapon szigorította az előző intézkedést.

## A két világháború közötti rendszer ideológiája
Az 1919–1920-ban megszülető ellenforradalmi, jobboldali rendszer az előző két forradalommal szemben határozta meg önmagát (a Tanácsköztársaság létrejöttét számos történész nem tekinti forradalomnak), tehát az ellenforradalmiság a két világháború közötti rendszer önmeghatározása volt. Ugyanakkor a rendszer nem tért vissza a dualizmus korának uralkodó eszméihez, Tisza István liberális konzervativizmusától is különbözött. A jobboldali politikai gondolkodók, mint a magyar belpolitikát konszolidáló Bethlen István a századforduló liberális és baloldali ideológiáit tették felelőssé a történelmi Magyarország összeomlásáért, míg Szekfű Gyula Három nemzedék című munkájában a teljes 19. századot hanyatlástörténetként mutatta be, éppúgy kritizálva Kossuth „izgató tevékenységét”, mint a dualizmus korának liberalizmusát és (saját szóhasználatával) a századfordulón megerősödő „politikai destrukciót.”
Az 1920-as évek nemzeti függetlenségi (fajvédő) és keresztényszocialista, majd az 1930-as évek harmadik utas, illetve korporativista, a német és olasz rezsimet másoló vagy adaptáló törekvései – melyeket szélsőjobboldali gyűjtőnéven illetnek, jóllehet több képviselőjük kívül helyezte magát a hagyományos politikai spektrumon – a Horthy-korszak társadalmi viszonyait kritizálták és több kísérletet tettek tömegpártok szervezésére. Imrédy Béla 1938 szeptemberében megtartott beszédében kijelentette, hogy „forradalmat csinálunk, de csodás forradalmat, amelyet [...] a történelemben példaként fognak emlegetni mint a huszadik század nagy magyar csodáját.” Ugyanakkor a magyar konzervatívok továbbra is elutasították a forradalmi átalakulást követelő vagy szociális elemeket tartalmazó gondolatokat (ezt mutatta többek között a nyilasmozgalom „zöld bolsevizmus” néven való emlegetése).

### Angol nyelvű irodalom
- https://web.archive.org/web/20060306134317/http://www.hungarian-history.hu/lib/horthy/horthy.pdf
- https://archive.today/20120629062707/http://lcweb2.loc.gov/frd/cs/hutoc.html
- https://web.archive.org/web/20060406222045/http://www.hungarian-history.hu/lib/m_w.htm
- https://web.archive.org/web/20051124114519/http://www.hungarian-history.hu/lib/macartney/
- http://depts.washington.edu/cartah/text_archive/boner/meta_pag.shtml Archiválva 2006. május 2-i dátummal a Wayback Machine-ben
- https://web.archive.org/web/20041225142901/http://www.hungarian-history.hu/lib/hevizi/HEVIZI2%20DOC.DOC
- https://web.archive.org/web/20060712040522/http://www.hungarian-history.hu/lib/kapronczay/kapronczay1.pdf
- https://web.archive.org/web/20060712041126/http://www.hungarian-history.hu/lib/halecki/halecki.pdf
- https://web.archive.org/web/20060712075444/http://www.hungarian-history.hu/lib/feher/feher.pdf
- https://web.archive.org/web/20060712052011/http://www.hungarian-history.hu/lib/cleansing/cleansing.pdf
- https://web.archive.org/web/20070929084219/http://www.hungarian-history.hu/lib/jeszenszky/